# Ostrołęka (gmina)
Ostrołęka (następnie Dylewo) – dawna gmina wiejska istniejąca do 1868 roku w guberni łomżyńskiej. Siedzibą władz gminy była Ostrołęka, która stanowiła odrębną gminę miejską.
Za Królestwa Polskiego gmina Ostrołęka należała do powiatu ostrołęckiego w guberni łomżyńskiej.
Gminę zniesiono w  1868 roku, a z jej obszaru powstała gmina Dylewo.